# لیگ قهرمانان اقیانوسیه ۱۱–۲۰۱۰
لیگ قهرمانان اقیانوسیه ۱۱–۲۰۱۰ دهمین دوره مسابقات قهرمانی باشگاه‌های اقیانوسیه، مسابقات فوتبال باشگاهی برتر در اقیانوسیه بود که توسط کنفدراسیون فوتبال اقیانوسیه (اواف‌سی) سازماندهی شد و پنجمین فصل با نام فعلی لیگ قهرمانان اقیانوسیه بود. مسابقات توسط ۸ تیم از ۷ فدراسیون برگزار شد. تیم‌ها به ۲ گروه ۴ تیمی تقسیم شدند و برنده هرگروه در فینال با یکدیگر مسابقه دادند تا نماینده اقیانوسیه در جام باشگاه‌های جهان ۲۰۱۱ را مشخص کنند.
اوکلند سیتی از نیوزیلند قهرمان مسابقات شد.

## شرکت کنندگان
| انجمن          | تیم            | نحوه صعود                                                     |
| -------------- | -------------- | ------------------------------------------------------------- |
| فیجی           | لائوتوکا       | قهرمان لیگ برتر فیجی ۲۰۰۹                                     |
| کالدونیای جدید | مجنتا          | قهرمان سوپر لیگ کالدونیای جدید ۲۰۰۹                           |
| نیوزیلند       | ویتاکر یونایتد | قهرمان مسابقات قهرمانی فوتبال نیوزیلند ۱۰–۲۰۰۹                |
| نیوزیلند       | اوکلند سیتی    | رتبه اول جدول رده‌بندی مسابقات قهرمانی فوتبال نیوزیلند ۱۰–۲۰۰۹ |
| پاپوآ گینه نو  | هیکاری یونایتد | قهرمان لیگ فوتبال ملی پاپوآ گینه نو ۱۰–۲۰۰۹                   |
| جزایر سلیمان   | کولواله        | قهرمان مسابقات فوتبال باشگاهی ملی جزایر سلیمان ۱۰–۲۰۰۹        |
| تاهیتی         | تیفانا         | قهرمان لیگ ۱ تاهیتی ۱۰–۲۰۰۹                                   |
| وانواتو        | آمیکال         | قهرمان لیگ برتر پورت ویلا ۱۰–۲۰۰۹                             |

## برنامه مسابقات
برنامه مسابقات به شرح زیر است:
| مرحله       | مرحله      | تاریخ               |
| ----------- | ---------- | ------------------- |
| مرحله گروهی | هفته ۱     | ۲۳ تا ۲۴ اکتبر ۲۰۱۰ |
| مرحله گروهی | هفته ۲     | ۱۳ تا ۱۴ اکتبر ۲۰۱۰ |
| مرحله گروهی | هفته ۳     | ۴ تا ۵ دسامبر ۲۰۱۰  |
| مرحله گروهی | هفته ۴     | ۵ تا ۶ فوریه ۲۰۱۱   |
| مرحله گروهی | هفته ۵     | ۲۶ تا ۲۷ فوریه ۲۰۱۱ |
| مرحله گروهی | هفته ۶     | ۱۹ تا ۲۰ مارس ۲۰۱۱  |
| فینال       | بازی رفت   | ۲ تا ۳ آوریل ۲۰۱۱   |
| فینال       | بازی برگشت | ۱۶ تا ۱۷ آوریل ۲۰۱۱ |

## مرحله گروهی
قرعه کشی رسمی در نشست کمیته اجرایی اواف‌سی در ژوهانسبورگ، آفریقای جنوبی در ژوئن ۲۰۱۰ انجام شد و در ۱۱ ژوئن ۲۰۱۰ توسط اواف‌سی اعلام شد.
در هر گروه، تیم‌ها به صورت رفت و برگشت با یکدیگر بازی کردند و برنده گروه به فینال راه یافت. اگر دو یا چند تیم در امتیاز مساوی باشند، اولویت‌بندی به شرح زیر است:
1. تفاضل گل
2. تعداد گل زده شده
3. نتایج رو در رو (امتیازات؛ تفاضل گل; تعداد گل‌های زده شده)
4. بازی جوانمردانه
5. قرعه کشی

### گروه A
| تیم            | بازی | برد | مساوی | باخت | گل زده | گل خورده | گل تفاضل | امتیاز |  | AMI | KOL | LAU | HEK |
| -------------- | ---- | --- | ----- | ---- | ------ | -------- | -------- | ------ |  | --- | --- | --- | --- |
| آمیکال         | ۶    | ۳   | ۱     | ۲    | ۱۲     | ۷        | ۵+       | ۱۰     |  | —   | ۲–۰ | ۵–۱ | ۳–۳ |
| کولواله        | ۶    | ۳   | ۰     | ۳    | ۱۰     | ۱۰       | ۰        | ۹      |  | ۱–۰ | —   | ۱–۲ | ۲–۱ |
| لائوتوکا       | ۶    | ۲   | ۲     | ۲    | ۶      | ۱۳       | ۷−       | ۸      |  | ۱–۰ | ۱–۶ | —   | ۰–۰ |
| هیکاری یونایتد | ۶    | ۱   | ۳     | ۲    | ۱۰     | ۸        | ۲+       | ۶      |  | ۱–۲ | ۴–۰ | ۱–۱ | —   |

| تیم ۱          | نتیجه | تیم ۲          |
| -------------- | ----- | -------------- |
| کولواله        | ۱–۲   | لائوتوکا       |
| هیکاری یونایتد | ۱–۲   | آمیکال         |
| لائوتوکا       | ۱–۰   | آمیکال         |
| هیکاری یونایتد | ۴–۰   | کولواله        |
| آمیکال         | ۲–۰   | کولواله        |
| لائوتوکا       | ۰–۰   | هیکاری یونایتد |
| لائوتوکا       | ۱–۶   | کولواله        |
| آمیکال         | ۳–۳   | هیکاری یونایتد |
| کولواله        | ۲–۱   | هیکاری یونایتد |
| آمیکال         | ۵–۱   | لائوتوکا       |
| کولواله        | ۱–۰   | آمیکال         |
| هیکاری یونایتد | ۱–۱   | لائوتوکا       |

بازی لائوتوکا و هیکاری یونایتد به دلیل حضور هیکاری یونایتد در جام باشگاه‌های جهان ۲۰۱۰ به تأخیر افتاد.

### گروه B
| تیم            | بازی | برد | مساوی | باخت | گل زده | گل خورده | گل تفاضل | امتیاز |  | AUC | WAI | MAG | TEF |
| -------------- | ---- | --- | ----- | ---- | ------ | -------- | -------- | ------ |  | --- | --- | --- | --- |
| اوکلند سیتی    | ۶    | ۴   | ۲     | ۰    | ۱۲     | ۲        | ۱۰+      | ۱۴     |  | —   | ۱–۰ | ۳–۰ | ۵–۰ |
| ویتاکر یونایتد | ۶    | ۲   | ۲     | ۲    | ۸      | ۸        | ۰        | ۸      |  | ۱–۱ | —   | ۲–۱ | ۳–۱ |
| مجنتا          | ۶    | ۲   | ۱     | ۳    | ۶      | ۷        | ۱−       | ۷      |  | ۰–۱ | ۱–۱ | —   | ۱–۰ |
| تیفانا         | ۶    | ۱   | ۱     | ۴    | ۵      | ۱۴       | ۹−       | ۴      |  | ۱–۱ | ۳–۱ | ۰–۳ | —   |

| تیم ۱          | نتیجه | تیم ۲          |
| -------------- | ----- | -------------- |
| اوکلند سیتی    | ۳–۰   | مجنتا          |
| ویتاکر یونایتد | ۳–۱   | تیفانا         |
| مجنتا          | ۱–۰   | تیفانا         |
| ویتاکر یونایتد | ۱–۱   | اوکلند سیتی    |
| مجنتا          | ۱–۱   | ویتاکر یونایتد |
| تیفانا         | ۱–۱   | اوکلند سیتی    |
| تیفانا         | ۳–۱   | ویتاکر یونایتد |
| مجنتا          | ۰–۱   | اوکلند سیتی    |
| تیفانا         | ۰–۳   | مجنتا          |
| اوکلند سیتی    | ۱–۰   | ویتاکر یونایتد |
| ویتاکر یونایتد | ۲–۱   | مجنتا          |
| اوکلند سیتی    | ۵–۰   | تیفانا         |

بازی مجنتا و اوکلند سیتی به دلیل ناآمادگی ورزشگاه نوما دالی به تأخیر افتاد.

## فینال
برندگان گروه‌های A و B در فینال دو بازی انجام دادند. میزبان هر بازی با قرعه کشی تعیین شد و توسط اواف‌سی در ۲۲ مارس ۲۰۱۱ اعلام شد. قانون گل‌های خارج از خانه اعمال شد و در صورت لزوم از وقت اضافه و ضربات پنالتی برای تعیین برنده استفاده می‌شد.
| تیم ۱  | نتیجه‌نهایی | تیم ۲       | بازی رفت | بازی برگشت |
| ------ | ---------- | ----------- | -------- | ---------- |
| آمیکال | ۱–۶        | اوکلند سیتی | ۱–۲      | ۰–۴        |

| آمیکال               | ۱–۲    | اوکلند سیتی                               |
| -------------------- | ------ | ----------------------------------------- |
| فندی ماسائواکالو ۶۷' | Report | مانل اکسپوسیتو ۲۲' (پ) · لوئیس کورالس ۸۲' |

| اوکلند سیتی                                                                      | ۴–۰    | آمیکال |
| -------------------------------------------------------------------------------- | ------ | ------ |
| الکس فنریدیس ۲۶' · دنیل کوپریوسیچ ۶۲' (پ) · مانل اکسپوسیتو ۷۲' · آدام مک‌جورج ۸۲' | Report |        |

اوکلند سیتی در مجموع ۶–۱ برنده شد و به عنوان نماینده اقیانوسیه در جام باشگاه‌های جهان ۲۰۱۱ حضور یافت.
| قهرمان لیگ قهرمانان اقیانوسیه ۱۱–۲۰۱۰ |
| ------------------------------------- |
| اوکلند سیتی سومین قهرمانی             |